# Jakob Orlov
Jakob Erik Orlov (Skövde, 15 marzo 1986) è un ex calciatore svedese, di ruolo attaccante.

## Carriera

### Club

#### Skövde AIK
Orlov ha cominciato la carriera con la maglia dello Skövde AIK, formazione per cui ha militato dal 2006 al 2009.

#### Gefle
Nel 2010, Orlov è stato ingaggiato dal Gefle. Ha esordito nell'Allsvenskan il 15 marzo, sostituendo Alexander Gerndt nel pareggio a reti inviolate contro l'Elfsborg. Il 25 aprile ha realizzato la prima rete, nella sconfitta per 2-1 sul campo del Brommapojkarna.

#### Brann
Il 23 gennaio 2014, il Brann ha comunicato sul proprio sito d'aver raggiunto un accordo con il Gefle per il trasferimento del calciatore a Bergen, soggetto al buon esito delle visite mediche. Nella stessa giornata, Orlov ha superato i test e ha firmato un contratto quadriennale con il Brann. Ha scelto la maglia numero 10.
Ha esordito nell'Eliteserien in data 30 marzo, impiegato da titolare nella sconfitta per 3-0 sul campo del Sarpsborg 08. Il 6 aprile successivo, alla 2ª giornata di campionato, ha realizzato la prima rete nella massima divisione locale: è stato infatti autore di un gol nella sconfitta casalinga per 1-2 contro lo Stabæk.
A fine stagione, ha totalizzato 33 presenze e 10 reti tra tutte le competizioni. Il Brann è però retrocesso in 1. divisjon dopo lo spareggio contro il Mjøndalen. Orlov è rimasto in squadra fino all'estate successiva, totalizzando altre 14 presenze e 5 reti con questa maglia. Il suo spazio si è ridotto con il cambio di modulo del Brann, che è passato al 4-3-3.

#### Hammarby
L'11 agosto 2015, Brann e Hammarby hanno raggiunto un accordo per uno scambio di prestiti fino al termine della stagione: Orlov ha fatto ritorno in Svezia, mentre Amadaiya Rennie si è trasferito in Norvegia.

## Statistiche

### Presenze e reti nei club
Statistiche aggiornate al 7 febbraio 2018.
| Stagione          | Club              | Campionato        | Campionato | Campionato | Coppe nazionali | Coppe nazionali | Coppe nazionali | Coppe continentali | Coppe continentali | Coppe continentali | Supercoppe | Supercoppe | Supercoppe | Totale | Totale |
| Stagione          | Club              | Comp              | Pres       | Reti       | Comp            | Pres            | Reti            | Comp               | Pres               | Reti               | Comp       | Pres       | Reti       | Pres   | Reti   |
| ----------------- | ----------------- | ----------------- | ---------- | ---------- | --------------- | --------------- | --------------- | ------------------ | ------------------ | ------------------ | ---------- | ---------- | ---------- | ------ | ------ |
| 2006              | Skövde AIK        | D1                | ?          | ?          | CS              | ?               | ?               | -                  | -                  | -                  | -          | -          | -          | ?      | ?      |
| 2007              | Skövde AIK        | D1                | ?          | ?          | CS              | ?               | ?               | -                  | -                  | -                  | -          | -          | -          | ?      | ?      |
| 2008              | Skövde AIK        | D1                | 24         | 13         | CS              | ?               | ?               | -                  | -                  | -                  | -          | -          | -          | ?      | ?      |
| 2009              | Skövde AIK        | D1                | 26         | 15         | CS              | ?               | ?               | -                  | -                  | -                  | -          | -          | -          | ?      | ?      |
| Totale Skövde AIK | Totale Skövde AIK | Totale Skövde AIK | ?          | ?          |                 | ?               | ?               |                    | -                  | -                  |            | -          | -          | ?      | ?      |
| 2010              | Gefle             | A                 | 28         | 10         | CS              | 3               | 0               | UEL                | 4                  | 1                  | -          | -          | -          | 35     | 11     |
| 2011              | Gefle             | A                 | 30         | 8          | CS              | 1               | 1               | -                  | -                  | -                  | -          | -          | -          | 31     | 9      |
| 2012              | Gefle             | A                 | 29         | 9          | CS              | 4               | 3               | -                  | -                  | -                  | -          | -          | -          | 33     | 12     |
| 2013              | Gefle             | A                 | 28         | 8          | CS              | 1               | 1               | UEL                | 5                  | 2                  | -          | -          | -          | 34     | 11     |
| Totale Gefle      | Totale Gefle      | Totale Gefle      | 115        | 35         |                 | 9               | 5               |                    | 9                  | 3                  |            | -          | -          | 133    | 43     |
| 2014              | Brann             | ES                | 29+1       | 9+0        | CN              | 3               | 1               | -                  | -                  | -                  | -          | -          | -          | 33     | 10     |
| gen.-ago. 2015    | Brann             | 1D                | 11         | 4          | CN              | 3               | 1               | -                  | -                  | -                  | -          | -          | -          | 14     | 5      |
| ago.-dic. 2015    | Hammarby          | A                 | 11         | 2          | CS              | 1               | 0               | -                  | -                  | -                  | -          | -          | -          | 12     | 2      |
| 2016              | Brann             | ES                | 24         | 5          | CN              | 0               | 0               | -                  | -                  | -                  | -          | -          | -          | 24     | 5      |
| 2017              | Brann             | ES                | 23         | 5          | CN              | 3               | 2               | UEL                | 2                  | 0                  | SN         | 1          | 0          | 29     | 7      |
| Totale Brann      | Totale Brann      | Totale Brann      | 87+1       | 23+0       |                 | 9               | 4               |                    | 2                  | 0                  |            | 1          | 0          | 100    | 27     |
| 2018              | Jönköpings Södra  | S                 | 0          | 0          | CS              | 0               | 0               | -                  | -                  | -                  | -          | -          | -          | 0      | 0      |
| Totale            | Totale            | Totale            | ?          | ?          |                 | ?               | ?               |                    | 9                  | 3                  |            | 0          | 0          | ?      | ?      |